# Osłona hydrodynamiczna
Osłona hydrodynamiczna – osłona w kształcie błotnika, ale całkowicie szczelna nad górną częścią gąsienicy pływającego pojazdu gąsienicowego. Jej krawędź dolna znajduje się poniżej linii zanurzenia podczas pływania pojazdu.
W jej wnętrzu górna część  gąsienicy porusza się w powietrzu (utrzymującym się wewnątrz osłony),zaś dolna część gąsienicy porusza się w wodzie, która stawia większy opór i umożliwia napęd i sterowanie pojazdem.